# Service mit dem grünen Frosch

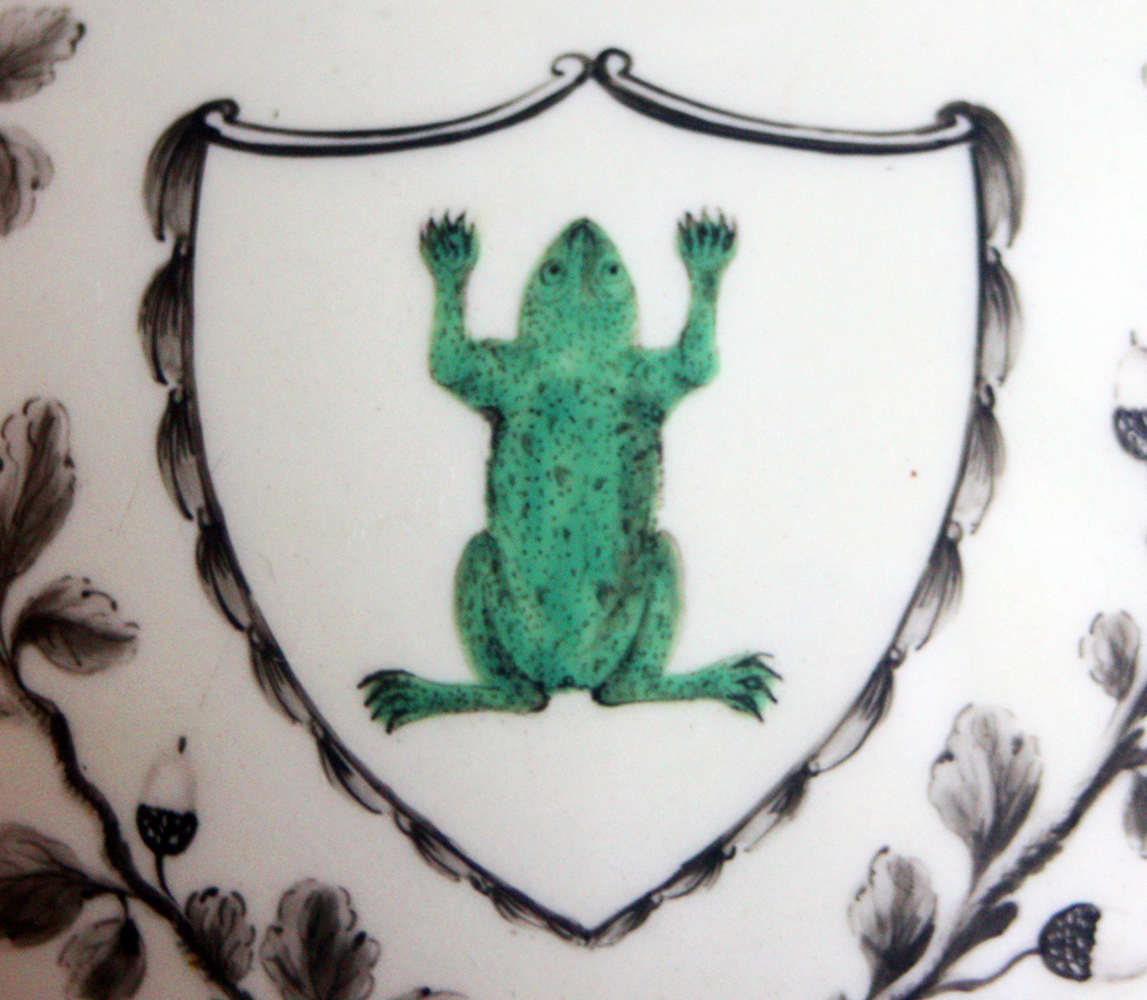
Der grüne Frosch ist auf jedem Einzelteil des Service abgebildet.

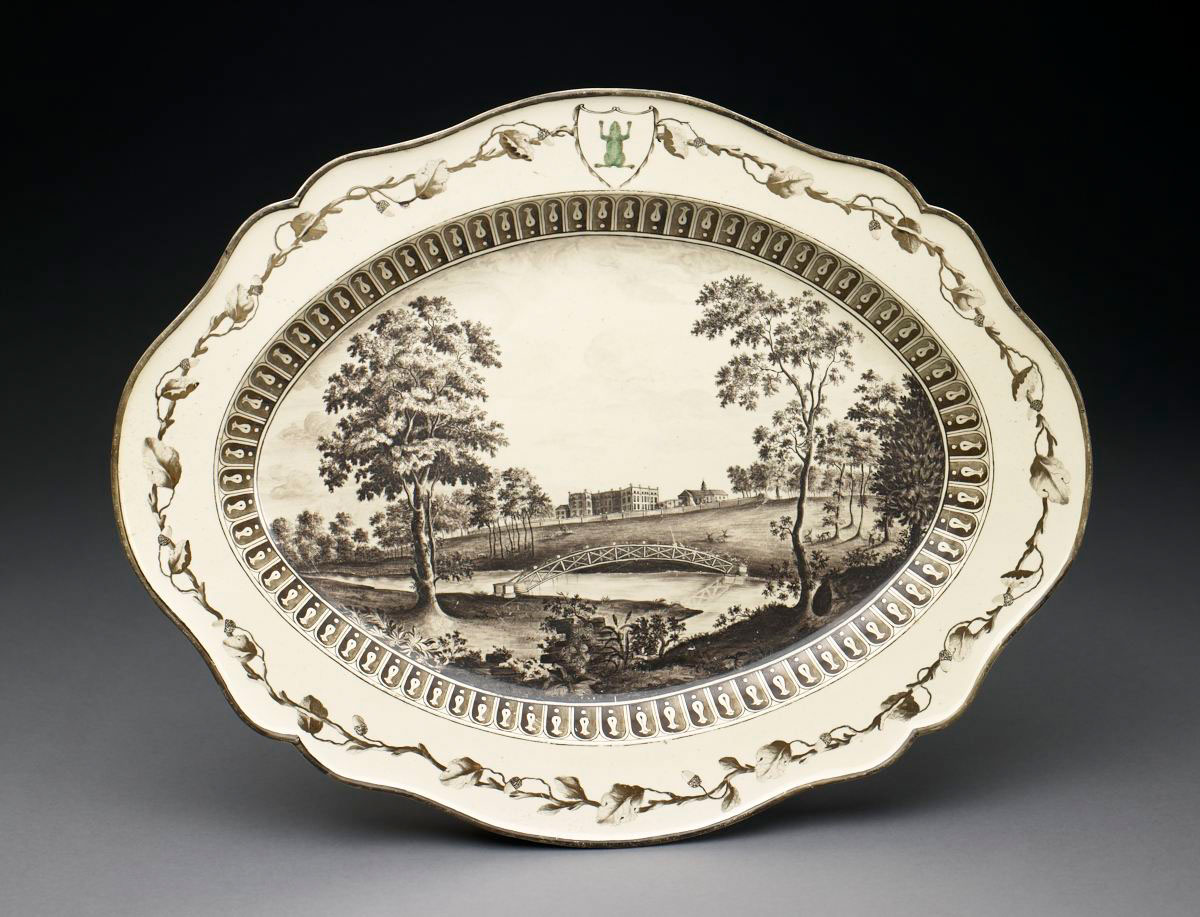
Servierplatte mit einer Ansicht des Ditchley Park, Oxfordshire, Birmingham Museum of Art

Das Service mit dem grünen Frosch (auch als Frosch-Service bezeichnet) ist ein umfangreiches Tafelservice, das von der englischen Keramikmanufaktur Wedgwood für die russische Kaiserin Katharina die Große hergestellt wurde. Das 1774 fertiggestellte Service umfasste Gedecke für 50 Personen und bestand aus insgesamt 944 Teilen, wobei es sich bei 680 Teilen um Geschirr für den Hauptgang und bei 264 Teilen um Geschirr für das Dessert handelte. Auf Wunsch Katharinas II. wurden die Geschirrteile mit handgemalten britischen Ansichten dekoriert, die von Drucken abgemalt wurden; insgesamt sind auf dem Geschirr 1.222 verschiedene Motive abgebildet. In Bezug auf das Tschesmensker Palais, für das das Geschirr bestimmt war, wurde jedes Teil des Geschirrs mit einem grünen Frosch in einem Wappen verziert.
Das Geschirr wurde aus Wedgwoods „Queen’s ware“ gefertigt, einer in der Manufaktur entwickelten rahmfarbenen Keramik mit dünnem Glasurauftrag. Dies ist ungewöhnlich für ein umfangreiches Tafelservice, das für einen königlichen Hof bestimmt war, wo Porzellan meist der Vorzug gegeben wurde.
Der überwiegende Teil des Tafelservice befindet sich heute in der Eremitage in Sankt Petersburg.

## Hintergrund der Entstehung

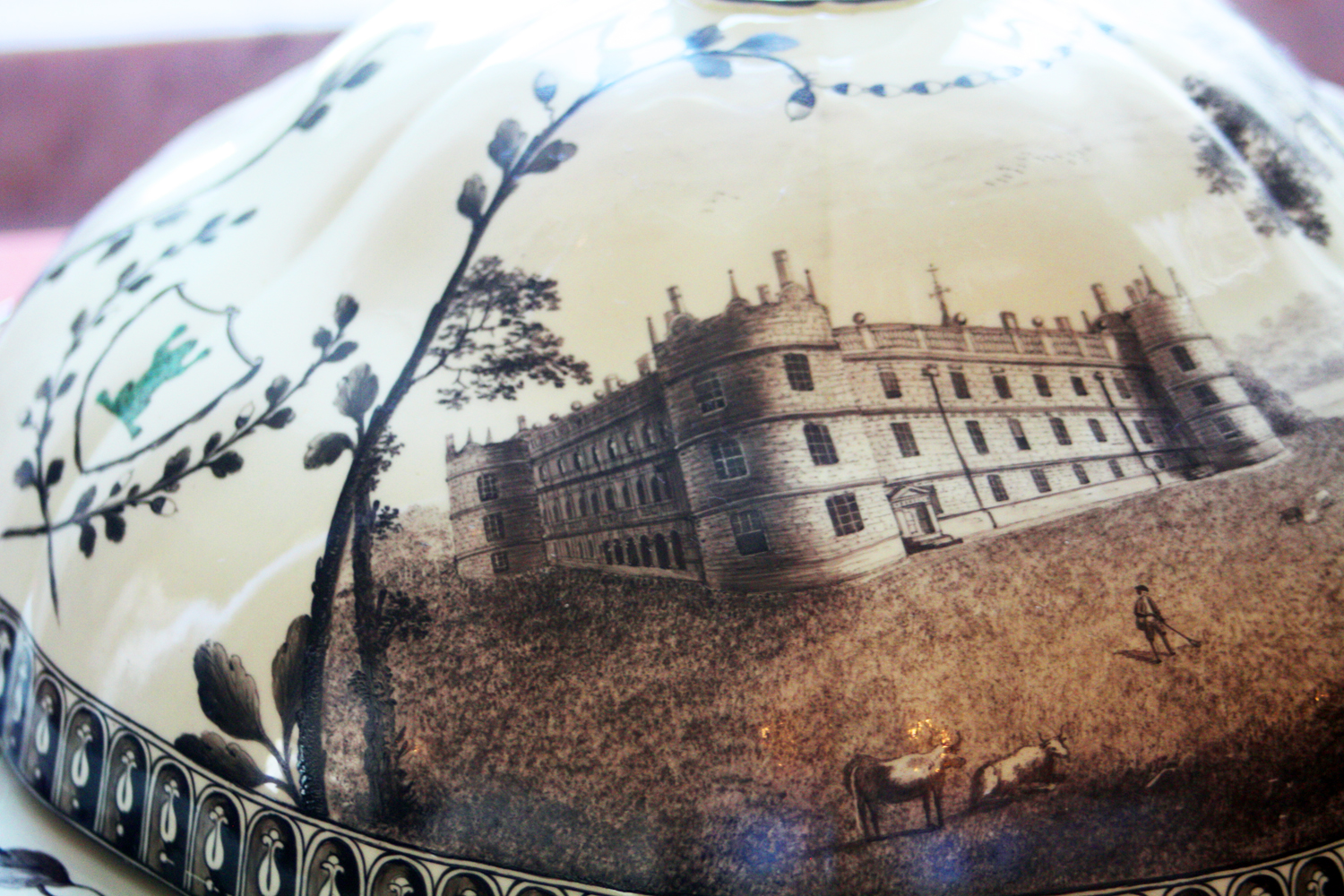
Detail einer Terrine mit einer Ansicht von Longford Castle, Eremitage

Im Jahr 1770 gelang der russischen Marine im Russisch-türkischen Krieg (1768–1774) in der Seeschlacht von Çeşme ein entscheidender Sieg über das Osmanische Reich. Kommandant der russischen Truppen war Graf Alexei Grigorjewitsch Orlow, ein Bruder von Katherinas Liebhaber Grigori Grigorjewitsch Orlow; beide Brüder waren am Staatsstreich Katharinas II. gegen ihren Ehemann Peter III. beteiligt gewesen und hatten damit einen wesentlichen Beitrag zu ihrer Thronbesteigung geleistet.
Katharina beschloss, den Sieg durch den Bau der Tschesmensker Kirche sowie des Tschesmensker Palais zu würdigen, deren Namen an die Schlacht erinnern sollten. Das Palais wurde als kaiserliches Reiseschloss auf der Strecke zwischen St. Petersburg und Katharinas Sommerpalast in Zarskoje Selo (jetzt Moskowski Prospekt) geplant. Die Abbildung des Frosches auf dem Tafelservice, das für den Gebrauch im Tschesmensker Palais bestimmt war, spielt auf die Bezeichnung der Gemarkung an, in der dieses erbaut wurde. Die Gegend wurde „Froschsumpf“ (Kekerekeksinsky) genannt, am Französisch sprechenden russischen Kaiserhof wurde sie „La Grenouillère“ bezeichnet.

## Herstellung und Dekoration
Katherina II. bestellte das Service mit dem grünen Frosch 1773 über Alexander Baxter, den russischen Konsul in London. Dabei wurden ausdrücklich englische Veduten sowie die Kennzeichnung mit dem grünen Frosch gewünscht. Die Kaiserin war sehr interessiert an Britannien, obwohl sie dieses nie besucht hatte. Dass britische Marineoffiziere, wie John Elphinstone und Samuel Greigh eine wichtige Rolle in der Seeschlacht von Çeşme gespielt hatten, mag der Grund für die gewünschte Dekoration mit britischen Ansichten gewesen sein. Llewellynn Jewitt zufolge, dem viktorianischen Biografen Josiah Wedgwoods, weigerte sich dieser zunächst, das Service durch die „Abbildung eines Reptils“ zu verunstalten, woraufhin ihm allerdings mitgeteilt wurde, dass es zu diesem Punkt keinen Verhandlungsspielraum gebe.
Wedgwoods Geschäftspartner Thomas Bentley traf eine Auswahl von Ansichten, vor allem aus den zwischen 1726 und 1752 erschienenen Büchern der Reihe Buck’s Antiquities von Samuel und Nathaniel Buck und aus Antiquities of England and Wales von Francis Grose, dessen erster Band 1772 erschienen war. Außerdem dienten Stiche nach Gemälden von Thomas Smith of Derby mit Ansichten aus dem Peak District und dem Lake District als Vorlage. Des Weiteren wurden Ansichten von Stowe House und aus der Umgebung Londons von John Baptist Chatelain sowie von Anthony Devis als Vorlagen verwendet. Für einige Motive gab Wedgwood auch Gemälde oder Zeichnungen in Auftrag oder lieh diese von den Besitzern der jeweiligen Landhäuser aus.
Einzelne Teile des Service wurden mit Ansichten von britischen Industriebauten dekoriert. Auf anderen sind Ansichten von Gärten und Parks im neuen Stil des englischen Landschaftsgartens zu sehen, für den sich Katharina II. sehr interessierte. So wurden in dem Service zum Beispiel Ansichten von 17 Gärten des englischen Landschaftsarchitekten Capability Brown gezeigt. Zahlreiche der abgebildeten Wohnsitze befanden sich im Besitz guter Wedgwoodkunden, für die die Vorstellung, dass Ansichten ihrer Landhäuser und Parks bis an den Russischen Kaiserhof gelangten, unzweifelhaft sehr schmeichelhaft gewesen sein dürfte. Auch Josiah Wedgwoods eigener Wohnsitz, Etruria Hall, wurde auf einer der Servierplatten des Service abgebildet.

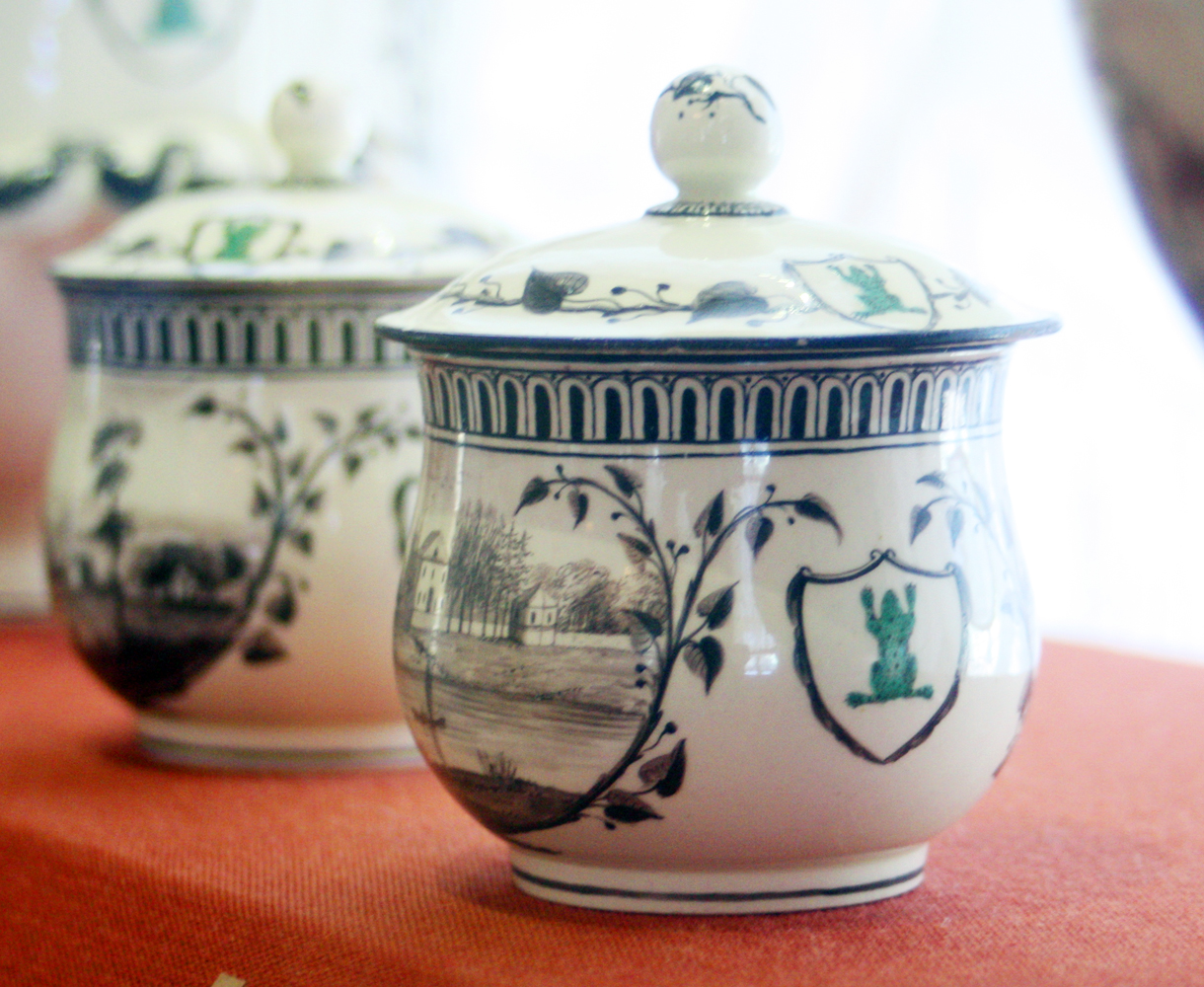
Schüsseln mit Deckeln, verziert mit der Dessert-Borte, Eremitage Museum

Die Ränder des Geschirrs wurden mit einer Leiste mit friesartigen Ornamenten (Kymation) dekoriert. Zudem wurden die Ränder der Gebäudedarstellungen mit einem rankenartigen Dekor mit Eichenblättern und Eicheln verziert. Auf den zu der Dessertausstattung gehörenden Geschirrteilen wurden die Ranken dagegen mit herzförmigen Efeublättern dargestellt. Das gesamte Dekor war in einem monochromen Sepiaton gehalten, lediglich der namensgebende Frosch war in grün dargestellt.
Das Service wurde in „Queen’s ware“, einer von Wedgwood entwickelten feinen Irdenware, gefertigt. Die Keramik war rahmfarben und erhielt einen dünnen Glasurauftrag. Die Geschirrteile wurden zunächst in Wedgwoods Werkstatt in Stoke-on-Trent ausgeformt und glasiert und erhielten dort einen ersten Brand. Anschließend wurden sie nach London transportiert, wo sie in der 1769 eröffneten Werkstatt des Unternehmens in der Little Cheyne Row in Chelsea bemalt wurden. Zum Abschluss wurden sie einem zweiten Brand unterzogen, um die auf die Glasur aufgetragene Malerei zu fixieren. Mit der Dekoration des Geschirrs waren mehr als 30 Keramikmaler beschäftigt.
Bevor das Geschirr nach Russland verschickt wurde, wurde es im Juni 1774 in Wedgwoods Ausstellungsräumen in Portland House in Soho einer breiten Öffentlichkeit präsentiert. Die Ausstellung soll 5 Räume umfasst haben, in denen Tische, die mit dem Geschirr eingedeckt waren, aufgebaut worden waren. Die einzelnen Teile des Geschirrs waren auf der Unterseite mit Nummern versehen, anhand derer ein Katalog für Katharina II. zusammengestellt wurde, der von Wedgwood auch veröffentlicht wurde.
Als Preis für das Geschirr waren 2.290 £ vereinbart worden, was angesichts der hohen Zahl von Geschirteilen sowie in Anbetracht der aufwendigen Dekoration als ein sehr niedriger Preis angesehen werden muss. Die Herstellungskosten betrugen 2.612 £. Letztendlich erhielt Wedgwood eine Bezahlung in Höhe von etwas mehr als 2.700 £ für das Geschirr, so dass er nur einen sehr geringen Gewinn erzielen konnte. Allerdings war mit der Lieferung des Service an den russischen Kaiserhof ein enormer Reputationsgewinn für das Unternehmen verbunden.
Verschiedene ausgefertigte Geschirrstücke wurden von Wedgwood bei der Auslieferung zurückgehalten. Zum einen handelte es sich dabei um Probestücke, um Geschirrteile des Dessertgeschirrs, die versehentlich mit dem Dekor des Tafelgeschirrs versehen worden waren sowie wahrscheinlich auch um einige Stücke mit Ansichten, die im Nachhinein als nicht interessant genug eingeschätzt worden waren.

## Nach der Auslieferung

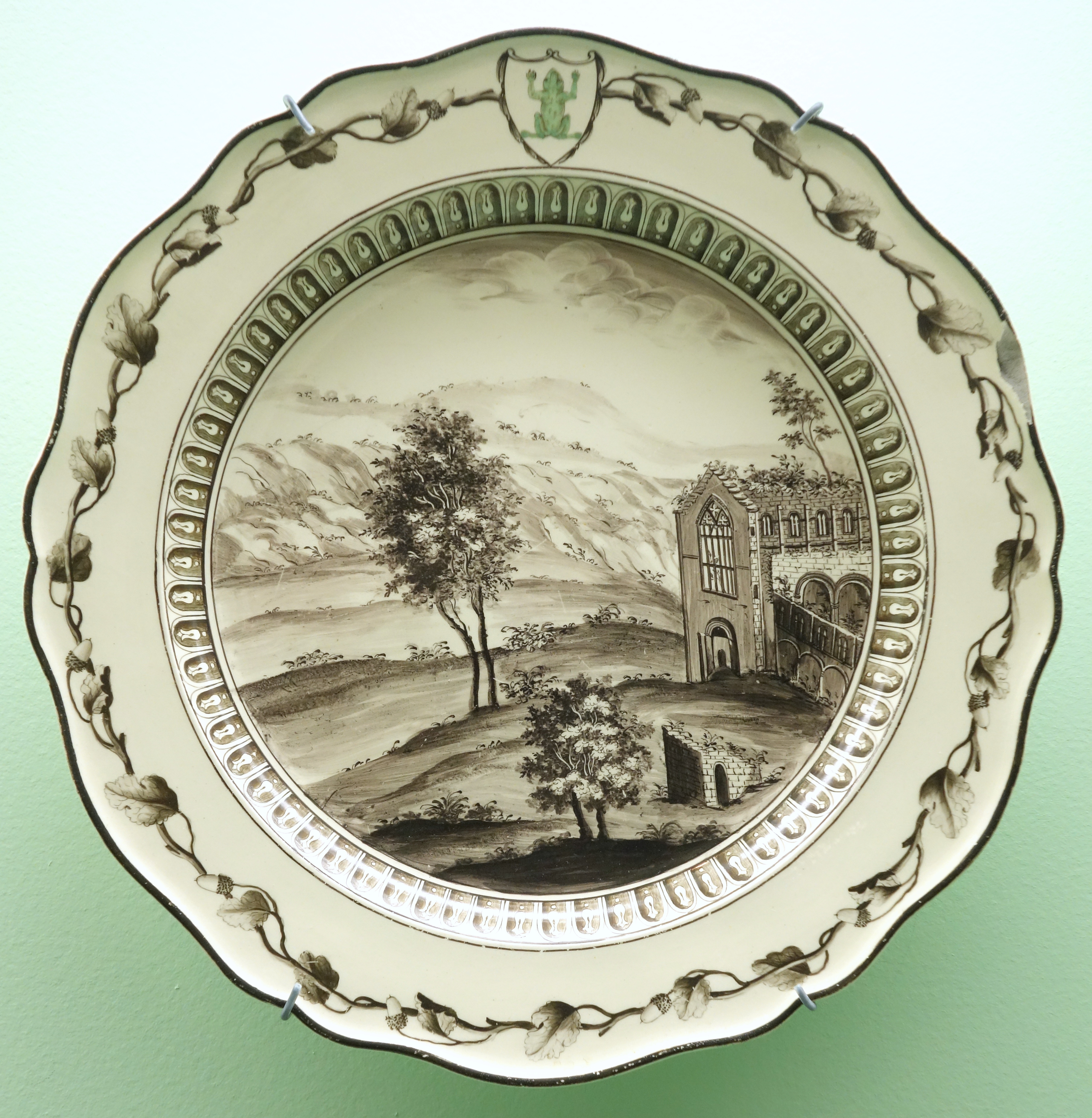
Teller mit der Darstellung einer Klosterruine, Brooklyn Museum

Das Tschesmensker Palais wurde 1780, kurz nach der Auslieferung des Service, fertiggestellt und scheint nur selten von Katharina II. zum Aufenthalt genutzt worden zu sein. Wedgwood-Biograph Jewitt berichtet aber, dass Katharina II. dem britischen Botschafter James Harris, 1. Earl of Malmesbury das Tafelservice 1795 in dem Palais vorführte.
Obwohl das Service für das Unternehmen Wedgwood einen großen Gewinn an Reputation bedeutete und zu seiner großen Bekanntheit beitrug, stellt es doch auch einen Endpunkt für die Entwicklung der englischen Feinkeramik, insbesondere für den hohen Qualitätsstandard der feinen handbemalten Irdenware dar. Wedgwood bemühte sich, das große und erfahrene Team von Keramikmalern, das er für den Auftrag zusammengestellt hatte, zusammenzuhalten, musste aber schließlich feststellen, dass er selbst mit der feinsten handbemalten Keramikware nicht die hohen Preise erzielen konnte, die notwendig gewesen wären, um die Kosten der aufwendigen Dekorationsmalerei zu decken. Die meisten seiner Kunden waren nicht bereit, für irdenes Geschirr ähnlich hohe Preise wie für Porzellan zu bezahlen. Etwa um 1774 stellte das Unternehmen eine Reihe von Geschirrteilen her, die mit Variationen der Dekorationselemente des Service mit dem grünen Frosch verziert waren, allerdings wurde auf keinem dieser Teile der grüne Frosch abgebildet; auf einigen Stücken wurden die Ansichten auch in Farbe dargestellt.
Im Museum der Eremitage befinden sich heute mehrere hundert Teile des Frosch-Service. Das Wedgwood Museum besitzt mindestens 5 Teile aus dem Geschirr, zudem befinden sich auch in anderen Museen einzelne Stücke aus dem Service. 2009 wurde eine Servierplatte aus dem Service für 46.000 $ versteigert; für je einen Dessertteller wurde im Jahr 2001 ein Preis von 14.000 £ und 2004 von 17.000 £ erzielt. 1995 begann Wedgwood mit der Reproduktion des Geschirrs in einer limitierten Auflage. Im gleichen Jahr wurden in London eine Monographie sowie ein vollständiger Katalog für das Frosch-Geschirr veröffentlicht.